# Salon-de-Provence
Salon-de-Provence là một xã ở tỉnh Bouches-du-Rhône, thuộc vùng Provence-Alpes-Côte d’Azur ở miền nam nước Pháp.

## Những người nổi tiếng
- Nostradamus
- Jean Baptiste Christophore Fusée Aublet, nhà thám hiểm và thực vật học người Pháp
- Joan Montseny
- Christine Boisson, diễn viên Pháp
- Franck Esposito vận động viên bơi Pháp
- Daniel Goossens họa sĩ tranh biếm họa

## Thành phố kết nghĩa
- Wertheim am Main, Đức
- Huntingdon, Cambridgeshire, Vương quốc Anh
- Gubbio, Ý
- Szentendre, Hungary